# Sandra Romain
Sandra Romain (ur. 26 marca 1978 w Timișoarze) – rumuńska aktorka pornograficzna. 
Zwana „królową seksu analnego” i także BDSM, stała się znana z udziału w scenach seksu analnego, w tym podwójnej i potrójnej penetracji. Występowała także jako Sandra Mertz, Sandra Romaine, Mrs Romaine, Mistress Sandra Romain, Marioara, Mary, Mari, Maria, Maria Popescu, Anais, Michaela i Sandra Roman.

## Wczesne lata
Urodziła się 26 marca 1978 w Timișoarze jako Mărioara Cornelia Popescu. Dorastała w Vermeș w okręgu Caraș-Severin w rodzinie baptystów wraz z młodszą siostrą Alice (ur. 11 stycznia 1991), która również została aktorką pornograficzną, i bratem. Jej pierwszą pracą była kwiaciarnia, przez jakiś czas pracowała też przy ceramice sanitarnej. Sprzedawała również deski i pokrywy ceramiczne, armatury, fajans, a także ścienne i podłogowe płytki ceramiczne.

## Początki kariery
Obok kwiaciarni, w której pracowała, znajdowało się wydawnictwo zagraniczne, gdzie publikowano także czasopisma dla dorosłych. Kiedy jej szef, pochodzący z Francji, zobaczył, że Romain przegląda te magazyny – zaproponował jej, by pozowała nago jako fotomodelka, jeśli chce. Po nawiązaniu kilku kontaktów, Romain rozpoczęła karierę w branży filmów dla dorosłych.
Była już mężatką z pięcioletnim stażem, kiedy w 2000 podpisała kontrakt z Floyd Agency w Bukareszcie. Zadebiutowała przed kamerami w rumuńskim filmie porno P Stars (2001), którego reżyserem był Raul Cristian a producentem impresario Zoltán Nagy. Dla zarobku razem ze swoim ówczesnym mężem, występowała w produkcjach porno na Węgrzech. Zdobyła szczególną sławę w Niemczech z rumuńskim gwiazdorem porno Titusem Steelem, a następnie brała udział w filmach realizowanych we Francji i Włoszech.
W 2003 po raz pierwszy zdobyła nominację do branżowej nagrody przyznawanej przez czasopismo „Adult Video News” w kategorii „Najlepsza scena seksu analnego – wideo” z Davidem Perry, Franco Roccaforte, Steve’em Holmesem i Titusem Steelem w filmie Diabolic Video Debauchery 12 (2002) w reż. Jocelyna Eona (w napisach: Jean-Yves Le Castel). Kontynuowała karierę w przemyśle filmowym dla dorosłych w produkcjach Rocco Siffrediego, Pierre’a Woodmana, Christophera Clarka, Steve’a Holmesa, Manuela Ferrary, Mario Salieriego, Erika Everharda i Belladonny. Jej najlepszymi przyjaciółkami i koleżankami z branży były Melissa Lauren i Katja Kassin.

## Kariera w Stanach Zjednoczonych
W sierpniu 2005 przeprowadziła się do Stanów Zjednoczonych, gdzie była reprezentowana przez Marka Spieglera ze Spiegler Girls, Dereka Haya z agencji LA Direct Models i szwedzkiego reżysera porno Mikaela Grundströma. Jej początki w amerykańskiej branży porno były skomplikowane, ponieważ nie rozumiała języka angielskiego.
W 2006 i 2007 organizacja X–Rated Critics z Los Angeles przyznała jej nominacje do nagrody XRCO Award w dwóch kategoriach – wykonawczyni roku, superzdzira i analityk orgazmiczny. 

## Kariera w branży w latach 2011–2017
Na początku 2008 wycofała się z branży dla dorosłych i powróciła do rodzinnej Rumunii, gdzie media określiły ją jako „królową podwójnych penetracji analnych”. Romain powiedziała, że po ośmiu latach kręcenia filmów w Kalifornii i uprawiania seksu „przez długi czas, w końcu zdajesz sobie sprawę, że nie jesteś tą samą osobą; zmieniają cię pieniądze i środowisko”.
Romain zamieszkała z mężem i matką we wsi w Vermeș w okręgu Caraș-Severin, gdzie prowadziła hodowlę owiec, a część pieniędzy uzyskanych z branży pornograficznej zainwestowała w zarządzanie nieruchomościami. Była w trakcie pokuty, jej rodzina związana z kościołem chciała, aby Romain przeszła egzorcyzmy, ponieważ „wszedł w nią szatan”, kiedy zdecydowała się wejść do branży pornograficznej.
W 2011 powróciła do branży dla dorosłych w roli dziennikarki Anne Sinclair w pastiszu Christophera Clarka DXK (DXK, David Sex King), inspirowanym oskarżeniem o napastowanie seksualne Dominique’a Strauss-Kahna (w tej roli Roberto Malone). Wystąpiła w teledysku rumuńskiego rapera Grasu XXL do piosenki „Turbofin” (2012). 
Wzięła udział w kontrowersyjnej scenie w Romains of the Day (2012) z Dannym D i swoją młodszą siostrą Alice Romain bez oficjalnego oświadczenia Brazzers. Choć trailer i zdjęcia zostały nagłośnione, pojawiła się pogłoska, że ostatecznie zatrzymano rozpowszechnienie filmu w celu uniknięcia problemu kazirodztwa między siostrami. W 2017 oficjalnie zakończyła karierę w branży porno.

## Życie prywatne
W 1994 na obozie zorganizowanym przez protestancki kościół zielonoświątkowy w Băile Herculane poznała Paula Sorina Popescu. W 1995 wzięli ślub. 19 listopada 2012 w Timișoarze, po 17 latach małżeństwa, doszło do rozwodu. – Doszedłem do wniosku, że nie mogę dzielić życia z gwiazdą porno. Ponadto w Biblii jest fragment, który jednoznacznie mówi, że 'ciało wasze jest świątynią Ducha Świętego’ (1 Kor. 6:19), i nie może być wykorzystywane do takiej pracy. Nie można iść na kompromis – powiedział po osiemnastu latach małżeństwa Paul Popescu. W styczniu 2013 Popescu związał się z rumuńską śpiewaczką operową, sopranistką Mihaelą Ianculovici (ur. 1979), matką dziecka (ur. 2005), która straciła męża w wypadku samochodowym. W 2015 Sandra Romain związała się z mężczyzną.

## Nagrody i nominacje
| Rok  | Nagroda                                  | Kategoria                                   | Film                                            | Pozostali wykonawcy | Rezultat  |
| ---- | ---------------------------------------- | ------------------------------------------- | ----------------------------------------------- | --- | --------- |
| 2003 | AVN Award                                | Najlepsza scena seksu analnego – wideo      | Debauchery 12 (2002)                            | David Perry, Franco Roccaforte, Steve Holmes i Titus Steel | Nominacja |
| 2006 | XRCO Award                               | Superzdzira                                 | –                                               | – | Nominacja |
| 2006 | XRCO Award                               | Wykonawczyni roku                           | –                                               | – | Nominacja |
| 2006 | XI Cyberspace Adult Video Reviews (CAVR) | Wykonawczyni roku                           | –                                               | – | Wygrana   |
| 2006 | AVN Award                                | Wykonawczyni roku                           | –                                               | – | Nominacja |
| 2006 | AVN Award                                | Najlepsza scena seksu w filmie zagranicznym | Euro Domination 1 (2004)                        | Kid Jamaica, Jean-Yves Le Castel i Nick Lang | Wygrana   |
| 2006 | AVN Award                                | Najlepsza scena seksu w filmie zagranicznym | Just Fuckin (2004)                              | Justin Slayer | Nominacja |
| 2006 | AVN Award                                | Najlepsza scena seksu grupowego             | Service Animals 21 (2005)                       | Chris Charming, Karina Kay i Chris Mountain | Nominacja |
| 2006 | AVN Award                                | Najlepsza scena seksu analnego – wideo      | Semen Demons 2 (2005)                           | Sascha | Nominacja |
| 2006 | AVN Award                                | Najlepsza scena seksu samych dziewczyn      | Cousin Stevie’s Pussy Party 7 (2005)            | Cytherea | Nominacja |
| 2006 | AVN Award                                | Najlepsza scena seksu samych dziewczyn      | Be My Bitch (2005)                              | Melissa Lauren | Nominacja |
| 2006 | AVN Award                                | Najlepsza scena seksu grupowego – wideo     | Cum Fart Cocktails 2 (2005)                     | Manuel Ferrara i Heather Gables | Nominacja |
| 2006 | AVN Award                                | Najlepsza scena w parze                     | Mind Fuck (2005)                                | Michael Stefano | Nominacja |
| 2007 | Ninfa                                    | Najbardziej skandaliczna scena seksu        | Fashionistas Safado: The Challenge (2006)       | Melissa Lauren, Michelle A. Sinclair, Jenna Haze, Gianna Michaels, Rocco Siffredi i Jean Val Jean | Wygrana   |
| 2007 | AVN Award                                | Najlepsza scena seksu analnego – wideo      | Fashionistas Safado: The Challenge (2006)       | Michelle A. Sinclair, Melissa Lauren, Adrianna Nicole, Jenna Haze, Nicole Sheridan, Gianna Michaels, Flower Tucci, Sasha Grey, Caroline Pierce, Lia Baren, Marie Luv, Jewel Marceau, Jean Val Jean, Voodoo, Chris Charming, Christian XXX, Erik Everhard, Mr. Pete i Rocco Siffredi | Wygrana   |
| 2007 | AVN Award                                | Najlepsza scena seksu grupowego – film      | Manhunters (2006)                               | Jada Fire i Brian Surewood | Wygrana   |
| 2007 | AVN Award                                | Najlepsza scena potrójnej penetracji        | Fuck Slaves (2006)                              | Manuel Ferrara i Sasha Grey | Wygrana   |
| 2007 | AVN Award                                | Najlepsza scena seksu w filmie zagranicznym | Outnumbered 4 (2006)                            | Isabel Ice, Dora Venter, Kathy Blanche, Karina Play, Steve Holmes, Jana Mrázková, Robert Rosenberg i Erik Everhard | Wygrana   |
| 2007 | AVN Award                                | Najlepsza scena seksu analnego – wideo      | Porno Revolution (2005)                         | Tommy Gunn | Nominacja |
| 2007 | AVN Award                                | Najlepsza scena seksu grupowego – wideo     | Corruption (2006)                               | Lexi Bardot, Annie Cruz, Seth Dickens, Kylie Ireland, Jerry, Ariana Jollee, Tyler Knight, Rick Masters, Derrick Pierce, Jordan Styles i Vixen | Nominacja |
| 2007 | AVN Award                                | Najlepsza scena seksu triolizmu             | Extreme Idols (2005)                            | Nikita Denise i Tommy Gunn | Nominacja |
| 2007 | AVN Award                                | Najlepsza scena seksu oralnego – wideo      | Suck It Dry 2 (2006)                            | Jonni Darkko | Nominacja |
| 2007 | AVN Award                                | Wykonawczyni roku                           | –                                               | – | Nominacja |
| 2007 | AVN Award                                | Najbardziej skandaliczna scena seksu        | Twisted as Fuck (2006; scena „Medical Madness”) | Tory Lane | Nominacja |
| 2007 | AVN Award                                | Najlepsza scena seksu samych dziewczyn      | Anal Princess Diaries 2 (2006)                  | Nicki Hunter i Hillary Scott | Nominacja |
| 2007 | AVN Award                                | Najlepsza scena seksu grupowego – wideo     | Slutty & Sluttier (2006)                        | Jay Ashley, Brad Baldwin, Corey Bucks, Johnny Fender, Manuel Ferrara, Mike Hash, Steve Holmes, Brandon Iron, Lefty Larue, Claudio Meloni, Joe Rock, Pascal Saint-James, Jason, Sinclair, D. Snoop, Aurora Snow, John Strong i Michael Tierney                                       | Nominacja |
| 2007 | XRCO Award                               | Superzdzira                                 | –                                               | – | Nominacja |
| 2007 | XRCO Award                               | Orgasmic Analist                            | –                                               | – | Nominacja |
| 2008 | AVN Award                                | Najlepsza scena seksu grupowego – film      | Sex & Violins (2006)                            | Jerry, Stefani Morgan i Roxxy Rush | Nominacja |
| 2013 | AVN Award                                | Najlepsza scena seksu grupowego             | Voracious (2012)                                | Brooklyn Lee, David Perry i Ian Scott | Nominacja |